# Charles Kunz
Charles Kunz (25 aprile 1928 – 16 giugno 2009) è stato un calciatore svizzero, di ruolo centrocampista.

## Carriera

### Club
Ha sempre giocato nel campionato svizzero.

### Nazionale
Ha collezionato 5 presenze con la propria Nazionale.